# Катастрофа DC-8 у Портленді
Катастрофа DC-8 у Портленді — авіаційна катастрофа, яка сталася в четвер 28 грудня 1978 року. Авіалайнер Douglas DC-8-61 авіакомпанії United Airlines виконував рейс UA173 за маршрутом Нью-Йорк — Денвер — Портленд, коли під час заходу на посадку в аеропорту Портленда стався збій у роботі шасі, але командир екіпажу, зайнятий вирішенням цієї проблеми, не встежив за рівнем авіапалива. У результаті через годину всі 4 двигуни зупинилися і пілоти зробили вимушену посадку в приміському районі за 11 кілометрів від аеропорту Портленда, при цьому лайнер частково зруйнувався. Зі 189 осіб (181 пасажир і 8 членів екіпажу), що перебували на його облавку, загинули 10, ще 23 отримали поранення.
За результатами розслідування винуватцем катастрофи був названий командир екіпажу, який не звертав уваги на зауваження другого пілота й бортінженера щодо малого рівня авіапалива.
У той самий час ця авіакатастрофа підкреслила необхідність зміни роботи всередині льотного екіпажу, внаслідок чого отримала широкий резонанс. У результаті були впроваджені спеціальні програми і методики, які докорінно змінили роботу льотних екіпажів.

## Відомості про рейс 173

### Літак
Douglas DC-8-61 (реєстраційний номер N8082U, заводський 45972, серійний 357) був випущений фірмою «McDonnell Douglas» у 1968 році (перший політ здійснив 27 березня). 22 травня того ж року був переданий авіакомпанії United Airlines. Оснащений чотирма двоконтурними турбореактивними двигунами Pratt & Whitney JT3D-3B. На день катастрофи налітав 33114 годин 33 хвилини, з них з моменту останнього великого ремонту (C) — 3754 години 17 хвилин.

### Екіпаж
Літаком керував досвідчений екіпаж, склад якого був таким:
- Командир повітряного судна (КПС) — 52-річний Мелберн А. Макбрум (англ. Malburn A. McBroom). Дуже досвідчений пілот, пропрацював в авіакомпанії United Airlines 27 років і 7 місяців (з 1 травня 1951 року). На посаді командира Douglas DC-8 — з 1 липня 1959 року. Крім DC-8, був також кваліфікований для польотів на Boeing 727, у зв'язку з далекозорістю носив окуляри. Налітав 27638 годин, 5517 з них на посаді КПС DC-8[3].
- Другий пілот — 45-річний Родрік Д. Біб (англ. Rodrick D. Beebe). Досвідчений пілот, пропрацював в авіакомпанії United Airlines 13 років і 6 місяців (з 19 червня 1965 року). На посаді другого пілота DC-8 — з 19 червня 1978 року. Також був кваліфікований для польотів на гвинтокрилих літаках. Налітав 5209 годин, 247 з них на посаді другого пілота DC-8[3].
- Бортінженер — 41-річний Форрест Е. Менденхолл (англ. Forrest E. Mendenhall). Працював в авіакомпанії United Airlines 11 років (з 18 грудня 1967 року). Кваліфікований для польотів на DC-8 з 31 січня 1975 року. Мав кваліфікацію бортінженера реактивних літаків, а також комерційного пілота. Налітав 3895 годин, 2263 з них на посаді бортінженера DC-8[3][4].

У салоні літака працювали п'ять стюардес:
- Джоан Вілер (англ. Joan Wheeler), 36 років — старша стюардеса. В United Airlines з 15 липня 1964 року[4].
- Ненсі Кінг (англ. Nancy King), 31 рік. В United Airlines з 8 лютого 1967 року[4].
- Сенді Басс (англ. Sandy Bass), 32 роки. В United Airlines з 11 жовтня 1967 року[4].
- Марта Фралік (англ. Martha Fralick), 33 роки. В United Airlines з 1 листопада 1967 року[4].
- Діана Вудс (англ. Diane Woods), 29 років. В United Airlines з 26 січня 1972 року[4].

## Хронологія подій

### Попередні обставини
О 14:47 Douglas DC-8-61 борт N8082U вилетів із міжнародного аеропорту Степлтон в Денвері після проміжної зупинки й попрямував у Портленд. На його облавку, крім 8 членів екіпажу перебував ще 181 пасажир, включаючи 6 немовлят, тобто всього 189 осіб. Розрахунковий час польоту до Портленда становив 2 години 26 хвилин, а розрахунковий час прибуття — 17:13. Мінімальна розрахункова вага авіапалива становила 31 900 фунтів (14 470 кілограмів). При цьому в баки було залито 46 700 фунтів (21 183 кілограма), тобто на розрахункові додаткові 65 хвилин, з яких 45 хвилин — за вимогою Федеральних правил авіації, а ще 20 хвилин — за правилами авіакомпанії на непередбачені обставини.
Політ до Портленда пройшов без зауважень. В 17:05:47 рейс 173 зв'язався з диспетчером аеропорту Портленда, якому було повідомлено про висоту польоту 3048 метрів і що виконано зниження швидкості польоту. У відповідь диспетчер дав вказівку зберігати висоту для візуального заходу на посадку на ЗПС № 28. Екіпаж повторив інструкцію і передав про візуальне спостереження смуги.

### Проблеми з шасі
О 17:07:55 диспетчер підходу аеропорту Портленда дав рейсу 173 команду на зниження до 2438 метрів, а о 17:09:40, коли літак пройшов зазначену висоту, вже до 1829 метрів. На цьому етапі літаком керував другий пілот, який при підході до висоті 2438 метрів випустив закрилки на 15° і перевів важіль шасі в нижнє положення. У цей момент, за спогадами багатьох членів екіпажу, почувся трохи незвичайний гучний шум, а потім тільки відчувся характерний поштовх від фіксації шасі у випущеному положенні. Також другий пілот побачив, що на індикації шасі не загорілися зелені лампочки основних стійок.
| 17:12:20 | Диспетчер | Юнайтед один сім три [173] важкий, зв'язок з вежею [аеропорт Портленда], один вісім крапка сім.                                                                      |
|          | UA173     | Відповідь негативна, ми залишаємося з вами. Зупинилися на п'яти [тисячах футів]. Підтримуємо сто сімдесят вузлів. У нас проблеми з механізмом [шасі]. Ми дамо знати. |
| 17:12:28 | Диспетчер | Юнайтед один сімдесят три важкий, зрозумів. Підтримуйте п'ять тисяч. Поворот лівий, курс два нуль нуль [200°].                                                       |

Пілоти підтвердили інструкції й повернули на зазначений курс. Цей радіообмін став першою ознакою того, що на DC-8 виникли серйозні проблеми.
| 17:14:43 | Диспетчер | Юнайтед один сімдесят три важкий, поворот ліворуч, курс один нуль нуль. Я виводжу вас на кругову траєкторію, поки ви вирішуєте проблему. |

Протягом решти 23 хвилин диспетчер тримав рейс 173 на круговій траєкторії не південь і схід від аеропорту, а екіпаж літака в цей час намагався з'ясувати, чи зафіксувалися основні опори шасі в нижньому положенні. Приблизно о 17:38 екіпаж зв'язався по радіо з Центром технічного обслуговування United Airlines в Сан-Франциско (Каліфорнія). О 17:40:47 командир доповів у Центр, що на літаку проблеми з фіксацією основних опор шасі, хоча стійки вийшли повністю. Також він передав, що на борту залишилося 7000 фунтів (3175 кілограмів) авіапалива і що планується зберігати політ протягом 15-20 хвилин, після чого екіпаж має намір здійснити аварійну посадку, у зв'язку з чим стюардеси незабаром розпочнуть підготовку до екстреної евакуації.
| 17:44:03 | ЦТО United Airlines у Сан-Франциско | Окей, Юнайтед один сімдесят три… Ви збираєтеся здійснити посадку в п'ять хвилин після першої [18:05]. Це правильно?                                                                                         |
|          | КПС                                 | Ага, це як хороший стадіон. Я не збираюся квапити дівчат. До нас на борт сіло близько ста шістдесяти п'яти чоловік і ми… хочемо… не поспішати і як слід підготуватися. Це просто як дзвін і ніяких проблем. |

Лайнер продовжував кружляти по траєкторії у вигляді трикутника на висоті 1524 метри і приблизно за 20 морських миль (37 км) від аеропорту.

### Відмова двигунів
О 17:44—17:45 КПС і другий пілот вели обговорення про аварійну посадку й подальшу евакуацію пасажирів. При цьому командир не став викликати старшу стюардесу й питати у неї, скільки треба часу на підготовку пасажирів до початку евакуації, вважаючи, що 10—15 хвилин буде достатньо.
О 17:46:52 другий пілот запитав бортінженера: Скільки у нас палива?, на що той відповів: П'ять тисяч. О 17:48:54 другий пілот запитав вже у командира, скільки залишилося палива за показаннями приладів, на що той відповів, що 5000. О 17:49 бортінженер пробурмотів про блимання індикаторів паливних насосів, на що командир відповів, що це нормально. Лайнер в цей час перебував за 13 миль (24 км) від аеропорту. Взагалі в цей час аж до 17:49:45 командир був поглинений обговоренням рішення проблеми з шасі, від чого його відволік лише диспетчер підходу, що дав вказівку на зміну курсу.
О 17:51:35 командир доручив бортінженеру зв'язатися з представником авіакомпанії United Airlines у Портленді, проінформувати його про ситуацію, що склалася, і сказати, що рейс 173 збирається здійснити аварійну посадку з 4000 фунтами авіапалива. Після розмови з представником компанії і обговорення з ним даних літака бортінженер о 17:53:30 доповів командирові, що в компанії цікавляться, чи має намір екіпаж здійснити посадку близько 18:05, на що командир відповів ствердно. У цей час літак перебував приблизно за 17 миль (31,5 км) на південь від аеропорту і тримав курс на північний схід.
О 17:55:04 бортінженер доповів, що передпосадкова перевірка завершена, а о 17:56:53 другий пілот запитав його про залишок палива, на що той відповів, що 4000 фунтів (1814 кг), по тисячі в кожному баку. О 17:57:21 командир велів бортінженеру вийти в салон, щоб перевірити ситуацію, а сам із другим пілотом аж до 18:00:50 обговорював ситуацію, що склалася, тим самим даючи додатковий час стюардесам на підготовку. О 18:01:12 диспетчер дав вказівку рейсу UA173 повернути на курс 195°, що екіпаж і виконав. А о 18:01:34 бортінженер, що повернувся, повідомив, що салон буде готовий через дві-три хвилини. DC-8 в цей час летів у напрямку на південний захід за 5 миль (9,3 км) на південний схід від аеропорту.
О 18:03:23 диспетчер запитав у рейсу 173, скільки залишилося палива і скільки людей на борту. Командир відповів, що залишилося 3000 фунтів палива, а на борту 172 дорослих і 6 дітей.
У період з 18:03:38 до 18:06:10 екіпаж був зайнятий виключно обговоренням положення стійок шасі, а також чи зможуть при посадці спойлери і закрилки ефективно погасити швидкість. О 18:06:19, коли літак був за 17 миль (31,5 км) від аеропорту й летів у південно-західному напрямку, в кабіну прийшла старша стюардеса і доповіла, що, в принципі, всі готові. Тоді о 18:06:40 командир сказав: Окей. Ми прямуємо прямо зараз. Ми повинні приземлитися приблизно через п'ять хвилин. Але не встиг він договорити, як бортінженер сказав, що, напевно, треба відкрити перекачувальні насоси, а майже відразу другий пілот доповів: Я думаю, ми втратили номер 4…. Другий пілот двічі доповів командирові, що на літаку починають зупинятися двигуни, на що той двічі запитав про причину. Відповідь була коротка: Паливо.
О 18:07:12 КПС зв'язався з диспетчером підходу Портленда і попросив надати їм негайно прямий вектор на посадку на ЗПС № 28L. Літак у цей час був за 19 морських миль (35,2 км) на південь-південний захід від аеропорту і робив поворот ліваруч. Починаючи з моменту перших проблем із шасі, це було перше підтвердження з рейсу 173 на посадку. Диспетчер тут же дав їм напрямок на ЗПС № 28L і рейс UA173 повернув на курс 10°.
О 18:07:31 бортінженер доповів, що зупинився двигун № 3, тобто працювали тепер лише двигуни № 1 і № 2 на лівому крилі. У період до 18:09:16 екіпаж виконав ряд процедур з підтримки роботи останніх двох двигунів. О 18:09:21 командир зв'язався з диспетчером і доповів, що рейс 173 збирається лягати на курс до аеропорту й готуватися до прямого заходу на посадку на ЗПС № 28L. О 18:10:47 командир запитав відстань від аеропорту, на що було передано — 18 повітряних миль (33,3 км), а о 18:12:42, коли командир зробив ще один запит щодо відстані, дистанція скоротилася вже до 12 миль (22,2 кілометра). Після цього диспетчер підходу дав вказівку рейсу 173 переходити на зв'язок з диспетчерською вежею аеропорту Портленда.
Однак через півхвилини стався зрив полум'я в останніх двох двигунах (на лівому крилі):
| 18:13:21 | Бортінженер | Ми втратили два двигуни, хлопці. |
|          | 2-й пілот   | [до командира] Сер? |
| 18:13:25 | Бортінженер | Ми щойно втратили обидва двигуни — перший і другий.                                                                                                   |
| 18:13:28 | 2-й пілот   | Ви ввімкнули всі насоси та марно. |
|          | Бортінженер | Так. |
| 18:13:38 | КПС         | Вони всі зупинилися. |
| 18:13:41 | КПС         | Ми не можемо сісти в Траутдейлі. |
| 18:13:43 | 2-й пілот   | Ми нічого не можемо зробити. |
| 18:13:46 | КПС         | Окей, оголошуй Мейдей. |
| 18:13:50 | 2-й пілот   | Вежа Портленд, Юнайтед один сімдесят три важкий. Мейдей. У нас зрив полум'я у всіх двигунах. Ми падаємо. Ми не зможемо здійснити посадку в аеропорту. |

Це повідомлення стало останнім із борту рейсу 173.

### Катастрофа

Фотографії рейсу 173 після приземлення

У сутінках, що густішали, екіпаж намагався відвести падаючий літак подалі від житлових будинків. Приблизно о 18:15, за 6 миль (11 км) за напрямком на схід-південний схід від аеропорту Портленда, рейс UA173 здійснив аварійну посадку на східному, лісистому краї Портленда поруч з перехрестям 158-ї авеню і Бюрнсайд-стріт (англ. Burnside Street) (округ Мултнома). Перший удар стався на висоті близько 30 метрів над землею, коли авіалайнер врізався у два дерева. Пролетівши за курсом 345° 165 метрів, літак зіткнувся з ще двома деревами вже на висоті 26 метрів над землею. Через 122 метри на висоті 13,7 метра в чергове дерево врізалася права площина крила, а ще через 68,6 метра на висоті 2,4 метра — вже й ліва. На відстані 375 метрів від місця першого удару лайнер врізався в порожній будинок і зніс його, втративши при цьому значну частину обох площин. Однак через високу кінетичну енергію літак продовжив рух за курсом 300° і за 389 метрів від місця першого удару врізався носовою частиною, а потім і основними стійками шасі в 1,5-метровий насип перед авеню, після чого перелетів дорогу, при цьому розірвавши кілем телефонні і високовольтні лінії, що йшли вздовж неї. Промчавши по землі ще 101 метр від першого будинку й руйнуючи на шляху окремі дерева, рейс UA173 врізався в другий будинок, також порожній, після чого нарешті зупинився.
До місця катастрофи виїхали загалом 39 одиниць техніки та 108 пожежників, але загоряння на місці падіння не сталося. Стюардеси в цій ситуації спрацювали досить ефективно, і протягом 2 хвилин усі вцілілі пасажири були евакуйовані.

### Збитки й постраждалі
Рейс UA173 розбився в точці 45°31′21″ пн. ш. 122°29′59″ зх. д. / 45.52250° пн. ш. 122.49972° зх. д. У результаті були зруйновані два порожніх будинки, розірвані телефонні й значно пошкоджені високовольтні лінії передачі, які йшли паралельно авеню. У самого літака розбило передню частину фюзеляжу аж до 5-го ряду сидінь, в тому числі знесло верхню частину кабіни пілотів, а в районі 4—6 рядів зірвало обшивку в нижній частині. Ліву площину крила відірвало на відстані 0,9 метра від місця кріплення, а праву — на відстані 1,5 метра, а їхні основні уламки були знайдені біля першого будинку. Назагал, пасажирський салон від 6-го ряду сидінь і до хвостової перегородки відносно не постраждав, лише в районі 20-22 рядів (порожніх) були пошкодження в результаті пробою фюзеляжу основними стійками шасі, а також були розбиті кілька ілюмінаторів. Площа розсіювання уламків мала розміри 474 на 40 метрів, хвіст зупинився на відстані 411,5 метра від місця першого удару об дерева.
У катастрофі загинули 10 осіб — 2 члени екіпажу (бортінженер і старша стюардеса) і 8 пасажирів, усі вони сиділи в передній правій частині літака в районі до 5-го ряду і загинули, коли фюзеляж пробило товстим деревом. Травми отримали 23 людини: 2 члени екіпажу і 21 пасажир, причому 2 пасажири були травмовані під час евакуації. Травми отримали переважно ті, що сиділи з правого боку салону, найбільш постраждалого під час посадки. На землі ніхто не постраждав.

## Розслідування
Розслідуванням причин катастрофи рейсу UA173 зайнявся Національний комітет із безпеки на транспорті (NTSB).

### Перевірка паливних систем
Як показала перевірка паливних датчиків, вони були справними і при порожніх баках показували залишок палива «0». Незважаючи на пошкодження в катастрофі, бензиномір № 2 після подачі електричного живлення виявився робочим. Також після невеликого ремонту запрацював і бензиномір № 4. Інші повністю зруйнувалися.
За запитом слідчих компанія Douglas Aircraft і авіакомпанія United Airlines провели дослідження, скільки повинен спалити палива авіалайнер DC-8 після вильоту з Денвера з 46 700 фунтами палива на борту, польоту на висоті 35 000 футів, зниження до Портленда й польоту на висоті 1524 метра. В обох дослідженнях витрата палива на ешелоні польоту була приблизно однакова, але при зниженні до заданої висоти в United Airlines швидкість витрати палива була на 13 % нижча, ніж у Douglas Aircraft, хоча на висоті 1524 метри вже виявилася на 14 % вищою. Ймовірною причиною цієї розбіжності могли слугувати різні швидкості польотів, а також метеоумови.
Коли на рейсі 173 другий пілот запитав у командира про залишок палива, то отримав відповідь, що залишилося 5000 фунтів. Згідно з результатами випробувань, за даними Douglas на цей момент повинні були залишатися 5250 фунтів, а за даними United Airlines — 6000 фунтів. З урахуванням ймовірної помилки в 885 фунтів обидва показники виявилися майже ідентичні. Також випробування показали, що витрата палива на борту рейсу 173 була в межах норми. Ґрунтуючись на заявленій виробником швидкості спалювання палива 13 209 фунтів на годину (220 фунтів за хвилину), слідчі розрахували, що на момент зайняття висоти 1524 метри на борту рейсу 173 в баках було близько 13 334 фунтів палива.

### Аналіз
Перевірка льотного екіпажу показала, що всі три пілоти були сертифіковані для цього польоту й мали необхідну підготовку, а також необхідний перед роботою відпочинок. Немає ніяких даних, що в когось з них виникли медичні проблеми, які могли вплинути на розвиток катастрофічної ситуації. Авіалайнер також мав необхідні сертифікати і в цілому відповідав стандартам. Вага авіалайнера і його центрування були в допустимих межах. Єдиним відмовою виявився провал штока прибирального циліндра на правій основній стійці шасі, проте ніяких пошкоджень систем керування літаком або порушення цілісності конструкції планера не було. Витрата палива відбувалася з нормальною швидкістю, і до Портленда рейс 173 підійшов з 13 800 фунтами на борту, а до моменту зайняття висоти 1524 метри палива залишалося ще приблизно 13 334 фунти.
Першою проблемою став гучний вихід правої опори шасі при підході до аеропорту Портленда, а за ним удар і ненормальні вібрація й рискання літака. Згадана вище відмова в механізмі шасі була викликана руйнуванням різьби штока через сильну корозію і призвела до вимкнення мікровимикача. Оскільки права стійка випустилася швидше за ліву, то є ймовірність, що виниклий дисбаланс аеродинамічного опору призвів до короткочасного рискання авіалайнера, яке, однак, припинилося після повного виходу лівої опори. Взагалі невихід опори шасі вже є приводом для занепокоєння, тому командир повністю зосередився на ньому, що й призвело до подальшого розвитку ситуації. Але в той же час варто відзначити, що встановлені компанією процедури на цей випадок цілком дозволяють виконати аварійну посадку на аеродром, і екіпаж проходив всі необхідні тренування на землі й на тренажерах. А в КЛЕ для DC-8-61 навіть є вказівка: «Якщо візуальні індикатори показують, що шасі вийшло, то посадка може бути виконана на розсуд командира» (англ. If the visual indicators indicate the gear is down, then a landing can be made at the captain's discretion). Огляд бортінженером візуальних індикаторів основних стійок шасі показав, що вони вийшли. Візуально положення передньої опори не можна було перевірити, але це й не потрібно, бо її світловий індикатор сигналізував про нормальний вихід стійки.
Через відволікання на рішення проблеми з шасі командир тільки через 28 хвилин і приблизно за півгодини до події почав готуватися до посадки. При цьому давши старшій стюардесі вказівку готуватися до аварійної посадки, командир не сказав їй орієнтовний час посадки, що створило у самої стюардеси ілюзію про відсутність обмеження в часі. Оскільки погодні умови на той час були хороші, а повітряний рух неінтенсивним, то, на думку комісії, цілком можна було виконати аварійну посадку вже через 30—40 хвилин з моменту виявлення несправності шасі.
У той самий час екіпаж повинен був розуміти, що спочатку на борту о 14:33 було 46 700 фунтів палива, а після виконання зльоту о 14:47 його було близько 45 650 фунтів. Цей запас палива був запланований для 2 годин 26 хвилин польоту за маршрутом, а також резерв на приблизно 1 годину польоту. Незважаючи на рутинність розрахунку залишкового часу польоту, запис внутрішньокабінних переговорів показав, що командир майже не цікавився ситуацією з паливом не тільки після рішення про затримку на висоті 1524 метра, але і після тривалого польоту на цій висоті. Два інших члени екіпажу висловлювали кілька разів стурбованість із приводу залишку часу до виснаження палива, що ніби показувало обізнаність екіпажу щодо залишку палива в різний час. Але немає жодних доказів, що останні 30 хвилин пілоти контролювали витрату палива, інакше могли б визначити, що приблизно о 18:15 двигуни зупиняться. Хоча існували версії, що екіпаж ввели в оману неправильні показання паливомірів, випробування показали, що прилади були справні. До того ж о 17:48:56 командир знав про залишок 5000 фунтів, а о 17:56:53 — про залишок у 4000 фунтів. Тим не менше, він направив одного з членів льотного екіпажу для перевірки ситуації в салоні, а коли той повернувся о 18:01, не став відразу повертати до аеропорту.
Однак є ймовірність, що в ситуації все-таки відіграли свою роль нові паливоміри. Річ у тім, що раніше на літаку стояли тризначні прилади, які показували залишок у тисячах фунтів. Але за 7 з половиною місяців до катастрофи, 12 травня 1978 року, їх замінили на чотиризначні, які вже показували сотні фунтів. Ймовірно, в критичній ситуації командир замість множення їх показників на 100 почав за звичкою множити на 1000, тим самим на підсвідомому рівні вважаючи, що залишок палива на порядок більший. Зокрема, після зупинки двигуна № 4 командир сказав, що в правому баку ж іще тисяча фунтів, а бортінженер з ним погодився, оскільки заплутався в ситуації і забув про особливості нових паливомірів.
На думку комісії значний внесок у розвиток ситуації внесли й другий пілот з бортінженером, які, будучи повноправними членами екіпажу, не контролювали як слід стан палива в баках. Коли ж вони проявили занепокоєння з приводу малого залишку палива, то не здійснили належного тиску на командира, щоб той вже відволікся від проблеми з шасі і думав швидше про виконання аварійної посадки.

### Висновки NTSB
Остаточний звіт розслідування NTSB опубліковано 7 червня 1979 року.
1. Члени екіпажу були належним чином сертифіковані й кваліфіковані до польоту.
2. Літак був сертифікований, обслуговувався й експлуатувався згідно з федеральними авіаційними правилами й затвердженими авіакомпанією процедурами.
3. За винятком провалу штока на правому основному стояку шасі прибирального циліндра, що призвів до пошкодження датчика системи індикації положення шасі, не було жодних ознак відмови чи пошкодження конструкції повітряного судна, силової системи, засобів управління польотом чи системами.
4. Літак вилетів із Денвера з необхідним запасом палива на борту на 2 години 28 хвилин для польоту за маршрутом і необхідним за вимогами FAR і вказівками компанії непередбачуваним запасом приблизно на 1 годину.
5. Літак почав утримувати висоту 1524 метри близько 17:12 після спуску, це відбулося приблизно через 2 години 24 хвилини після того, як він покинув Денвер.
6. Затримка з посадкою зайняла близько 1 години 2 хвилини.
7. У всіх двигунах літака стався зрив полум'я через вироблення палива близько 18:15 — через 1 годину 3 хвилини після того, як літак почав затримку з посадкою, і через 3 години 27 хвилин після вильоту з Денвера.
8. Витрата палива була передбачувана. Екіпажу вдалося б зіставити паливо, що залишилося, з часом і відстанню від аеропорту.
9. Під час перевірки паливо-вимірювальної системи не було виявлено ніяких несправностей.
10. Нова цифрова система індикації запасу палива була встановлена у цьому літаку 12 травня 1978 року. Це було зроблено відповідно до програми з модернізації DC-8 [авіакомпанії] United Airlines.
11. Перевірка показала, що система індикації запасу палива точно вказувала кількість палива для екіпажу.
12. Показники датчиків палива добре видно з місць командира і другого пілота.
13. Командир не зміг прийняти своєчасне й важливе рішення.
14. Командир не зміг співвіднести час, відстань від аеропорту, і залишок палива на літаку, бо його увага була зосереджена повністю на вивченні проблеми шасі, а також підготовці пасажирів до аварійної посадки. Проблема шасі призвела до дезорганізації дій командира.
15. Ні другий пілот, ні бортінженер не виявили жодних занепокоєнь командиру з приводу вироблення палива, поки катастрофа не стала неминучою.

Національна рада з безпеки на транспорті вирішила, що ймовірною причиною події стала нездатність командира належним чином стежити за рівнем палива в баках і правильно реагувати на низький рівень палива і на повідомлення інших членів екіпажу щодо рівня палива. Унаслідок цього сталося вироблення палива у всіх двигунах. Неуважність командира була результатом стурбованості несправністю шасі й підготовкою до можливої аварійної посадки.
Супутньою причиною стала нездатність двох інших членів екіпажу або повністю усвідомлювати критично низький рівень палива, або належним чином повідомити про свою стурбованість командиру.
Оригінальний текст (англ.)
The National Transportation Safety Board determined that the probable cause of the accident was the failure of the captain to monitor properly the aircraft's fuel state and to properly respond to the low fuel state and the crewmember's advisories regarding fuel state. This resulted in fuel exhaustion to all engines. His inattention resulted from preoccupation with a landing gear malfunction and preparations for a possible landing emergency.
Contributing to the accident was the failure of the other two flight crewmembers either to fully comprehend the criticality of the fuel state or to successfully communicate their concern to the captain.

## Наслідки катастрофи

### Командир екіпажу рейсу 173
Командир рейсу 173 Мэлберн А. Макбрум був визнаний винним у катастрофі й 6 березня 1979 року був позбавлений ліцензії пілота цивільної авіації. За словами його молодшої дочки, катастрофа стала для нього сильним психологічним ударом; він все життя звинувачував себе за загибель 10 осіб. За деякими даними, він пропрацював в авіакомпанії United Airlines на «паперовій» роботі кілька років, але потім звільнився. Помер 9 жовтня 2004 року у віці 77 років. А втім, варто відзначити, що багато пасажирів вдячні йому за грамотно проведену аварійну посадку, в результаті чого врятувалася більшість людей на борту.

### Упровадження CRM
У підсумковій доповіді розслідування катастрофи рейсу UA173 серед рекомендацій варто особливо відзначити останню (A-79-47), в якій вказувалося, що треба розробити методику виховання льотних екіпажів на принципах управління можливостями льотного екіпажу, при цьому для командирів акцент повинен робитися на роз'ясненні переваги спільної участі всіх членів льотного екіпажу в прийнятті рішень, а для інших членів екіпажу в кабіні — на підвищення впевненості в собі. Катастрофа в Портленді отримала широкий резонанс, особливо після заяви другого пілота, що він неодноразово інформував командира щодо малого залишку палива, але, за словами одного зі слідчих, зарозумілий сучий син (англ. an arrogant SOB) не надавав цьому належного значення.
Варто відзначити, що на той час проблема взаємодії в кабіні пілотів була однією з ключових в авіації. За півтора року до цього 27 березня 1977 року на Канарських островах сталася найбільша авіаційна катастрофа XX століття: на ЗПС один в одного врізалися два Boeing 747: американський (Pan American) і голландський (KLM). В умовах туману, коли обидва екіпажі не бачили один одного, голландський командир в умовах радіоперешкод неправильно сприйняв команду диспетчера й почав розгін для зльоту. Тут бортінженер почув в ефірі серед перешкод, що американський літак все ще на ЗПС. Свою стурбованість він висловив командиру та другому пілоту, але ті, понадіявшись на свій досвід, обидва заявили, що ситуація під контролем. Лише в останній момент голландські пілоти зрозуміли свою помилку, але було вже пізно. Всього в тій катастрофі загинули 583 людини.
Також ще одним прикладом може слугувати катастрофа Ан-26 у Байкіті, що сталася 26 березня 1979 року, коли 42-річний командир не рахувався з думкою 44-річного другого пілота, а під час виходу на друге коло огризнувся на висловлювання штурмана щодо необхідності змінити курс. У підсумку авіалайнер на малій висоті зачепив дерева на розташованій попереду за курсом сопці і врізався в землю. У цій катастрофі загинули 4 людини, включаючи самого командира.

Рейс UA232 з пошкодженим хвостовим оперенням

Портлендська авіакатастрофа показала всю необхідність якнайшвидшого усунення цієї проблеми. У результаті, керівництвом НАСА була створена методика навчання екіпажів під назвою Crew Resource Management (Управлінням ресурсами екіпажу) або скорочено CRM, яка робить акцент саме на взаємодії між членами екіпажу в кабіні. У самій авіакомпанії United Airlines цю методику впровадили в 1981 році, а всю її важливість показала катастрофа DC-10 у Су-Сіті, що відбулася через 8 років (19 липня 1989 року). Літак авіакомпанії United Airlines виконував плановий рейс, коли під час горизонтального польоту сталася катастрофічна відмова двигуна № 2 (хвостового). Уламки двигуна пробили обшивку й перерубали лінії всіх гідросистем, тим самим позбавивши екіпаж можливості управління авіалайнером за допомогою штурвала. Інструкції щодо ситуації, що склалася, тоді ще не існували, але в салоні тоді летів пілот-інструктор, який запропонував свою допомогу, на що екіпаж погодився. За щасливим збігом, пілот-інструктор якраз незадовго до цього брав участь у дослідженнях, присвячених вивченню управління літаками за допомогою одних тільки двигунів. Усі разом вони зуміли вирівняти літак і посадити його в аеропорту в Су-Сіті. І хоча під час посадки через раптовий порив вітру DC-10 все ж розбився і загинули 111 людей, 185 інших (включаючи всіх чотирьох пілотів), тобто майже 2/3, залишилися живими. Альфред С. Хайнес, який був командиром на цьому рейсі, згодом розповідав:

… підготовка, яка допомогла команді, … називалася «Управлінням ресурсами екіпажу» … Аж до 1980 року ми нерідко працювали на переконанні про авторитет командира літака. Те, що він сказав, те й буде. І через це ми втратили кілька літаків. Але іноді командир насправді не такий розумний, як ми думаємо. Ми слухали б його і зробили б те, що він сказав, але ми б не розуміли, про що він говорить. Там у кабіні на всіх нас, які намагалися посадити літак, було 103 роки льотного досвіду, але ні в кого не було й однієї хвилини реальної практики в подібних умовах. Так чому я був би зобов'язаний знати про посадку в такій ситуації більше, ніж інші троє? Тому якби я не використовував її [CRM], якби ми не дозволили кожному внести свій внесок, ми б напевно не зробили цього.
Оригінальний текст (англ.)
…the preparation that paid off for the crew was something … called Cockpit Resource Management… Up until 1980, we kind of worked on the concept that the captain was THE authority on the aircraft. What he said, goes. And we lost a few airplanes because of that. Sometimes the captain isn't as smart as we thought he was. And we would listen to him, and do what he said, and we wouldn't know what he's talking about. And we had 103 years of flying experience there in the cockpit, trying to get that airplane on the ground, not one minute of which we had actually practiced, any one of us. So why would I know more about getting that airplane on the ground under those conditions than the other three. So if I hadn't used [CRM], if we had not let everybody put their input in, it's a cinch we wouldn't have made it

## Культурні аспекти
Катастрофа рейсу 173 була показана у 12 сезоні канадського документального телесеріалу Розслідування авіакатастроф у серії Фатальна фіксація (оригінальна назва — Focused on Failure).